# Johannes Wienand
Johannes Wienand (* 16. Mai 1978) ist ein deutscher Althistoriker und Numismatiker.
Johannes Wienand studierte von 2000 bis 2006 Geschichte (mit dem Schwerpunkt Alte Geschichte) und Philosophie an den Universitäten Tübingen, Wien und Konstanz. Von 2003 bis 2004 hielt er sich mit einem Stipendium der Landesstiftung Baden-Württemberg am Department of Philosophy und am Department of History and Philosophy of Science der University of Pittsburgh auf. Von 2006 bis 2009 war er wissenschaftlicher Mitarbeiter am Lehrstuhl für Alte Geschichte der Universität Konstanz mit einem Projekt im Sonderforschungsbereich 485 Norm und Symbol. In diese Zeit fielen Forschungsaufenthalte an der Münchner Kommission für Alte Geschichte und Epigraphik als Stipendiat der Elise- und Annemarie Jacobi-Stiftung im September/Oktober 2008 und an der Faculty of Classics, University of Cambridge, von Januar bis März 2009 als Stipendiat des DAAD. Im Juli 2010 wurde er in Konstanz mit der von Ulrich Gotter betreuten Arbeit Der Kaiser als Sieger. Metamorphosen triumphaler Herrschaft unter Constantin I. promoviert.
Von 2009 bis 2011 war Wienand wissenschaftlicher Mitarbeiter am Seminar für Alte Geschichte und Epigraphik der Ruprecht-Karls-Universität Heidelberg mit einem Projekt zu spätantiken Herrschaftsritualen im Sonderforschungsbereich 619 Ritualdynamik. Im Sommersemester 2010 hielt er sich als Gastwissenschaftler an der Humboldt-Universität zu Berlin auf. Seit Oktober 2011 war er unbefristet als Akademischer Rat am Lehrstuhl von Bruno Bleckmann am Institut für Geschichtswissenschaften der Heinrich-Heine-Universität Düsseldorf beschäftigt. 2017/2018 hielt er sich als Förderstipendidat am Historischen Kolleg in München auf. 2018 habilitierte sich Wienand in Düsseldorf mit einer Arbeit zur Bestattung gefallener Soldaten und den Gefallenenreden im Athen des 5. und 4. Jahrhunderts v. Chr. Seit dem Sommersemester 2018 ist er W2-Professor für Alte Geschichte an der Technischen Universität Braunschweig. Zugleich übernahm er die Leitung des Münzkabinetts am Herzog Anton Ulrich Museum.
Wienands Dissertation wurde 2013 mit dem Bruno-Snell-Preis der Mommsen-Gesellschaft und mit dem Walter-Hävernick-Preis für Numismatik der Numismatischen Kommission der Länder in der Bundesrepublik Deutschland ausgezeichnet. Von 2018 bis 2022 fungierte er als Sprecher des DFG-Forschernetzwerks Interner Krieg. Er ist ordentliches Mitglied des Deutschen Archäologischen Instituts und federführender Herausgeber der Schriftenreihe Studies in Ancient Civil War bei De Gruyter. 2019 wurde er in den wissenschaftlichen Beirat der Kommission für Alte Geschichte und Epigraphik gewählt.

## Schriften (Auswahl)
Monographien
- Der Kaiser als Sieger. Metamorphosen triumphaler Herrschaft unter Constantin I. (= Klio Beiheft. Bd. 19). Akademie-Verlag, Berlin 2012, ISBN 978-3-05-005903-7.
- Der politische Tod. Gefallenenbestattung und Epitaphios Logos im demokratischen Athen (= Historia Einzelschrift. Bd. 272). Steiner, Stuttgart 2023, ISBN 978-3-515-13389-0.

Herausgeberschaften
- Contested Monarchy. Integrating the Roman Empire in the Fourth Century AD (= Oxford Studies in Late Antiquity). Oxford University Press, New York 2015, ISBN 978-0-19-976899-8.
- mit Henning Börm und Marco Mattheis: Civil War in Ancient Greece and Rome. Contexts of Disintegration and Reintegration (= Heidelberger Althistorische Beiträge und Epigraphische Studien. Bd. 97). Steiner, Stuttgart 2016, ISBN 978-3-515-11224-6.
- mit Fabian Goldbeck: Der römische Triumph in Prinzipat und Spätantike. De Gruyter, Berlin 2017, ISBN 978-3-11-044568-8.
- mit Michael Squire: Morphogrammata / The Lettered Art of Optatian: Figuring Cultural Transformation in the Age of Constantine (= Morphomata. Bd. 33). Wilhelm Fink Verlag, Paderborn 2017, ISBN 3-7705-6127-9.
- mit Konstantin Klein: City of Caesar, City of God. Constantinople and Jerusalem in Late Antiquity (= Millennium Studien. Bd. 58). De Gruyter, Berlin 2022, ISBN 978-3-11-071720-4.
- mit Katharina Martin und Martin Mulsow: Universitäre Münzsammlungen im deutschsprachigen Raum. Geschichte, Gegenwart und Zukunft. Vandenhoeck & Ruprecht 2025, ISBN 978-3-525-30608-6.